# Barra de mordaza

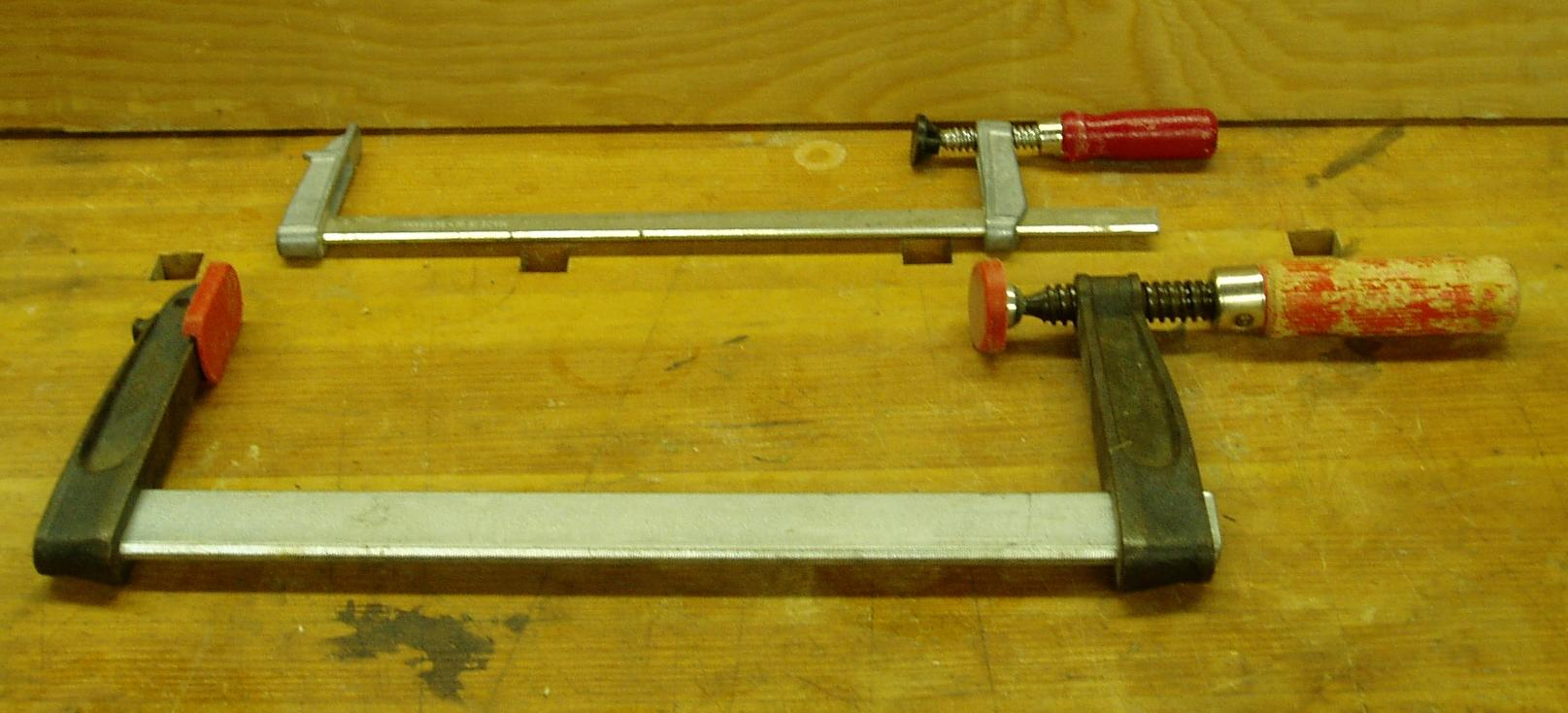
Dos barras de mordaza.

La barra de mordaza es un simple dispositivo mecánico que se usa para retener dos o más materiales juntos. Es similar en forma y uso a la prensa en C, pero tiene una capacidad más amplia de abertura. 
Esta herramienta es principalmente usada en carpintería, a pesar de que la mayoría de operaciones de fijación se hacen mediante tornillos o pegamento. En metalistería sirve para mantener las piezas unidas antes del soldado o el atornillado.